# Raymond Roy-Camille
Raymond Roy-Camille (* 25. April 1927 in Fort-de-France, Martinique; † 14. Juli 1994 in Paris) war ein französischer Arzt. Als Orthopäde und Traumatologe war er der Pionier der operativen Stabilisierung von Verletzungen der Wirbelsäule.

## Leben
Roy-Camille war Sohn eines wohlhabenden Kaufmanns und Neffe eines Orthopäden in Martinique. Dort begann seine lebenslange Liebe zur Jagd. Er ging nach dem Baccalauréat 1945 nach Paris und studierte Vorklinik an der Sorbonne. Den klinischen Teil des Studiums durchlief er von 1948 bis 1952 als extern bei den Hôpitaux de Paris. Dort blieb er auch als Assistenzarzt (1952–1958). 1955 ging er als Wissenschaftliche Hilfskraft an die Anatomie.
Unter dem Einfluss von Robert Merle d’Aubigné und Robert Judet entschied er sich gegen die Viszeralchirurgie und für die Orthopädie.
In der Anatomie untersuchte er bei Gaston Cordier die Blutversorgung von Pseudarthrosen. Mit der entsprechenden Doktorarbeit wurde er 1957 promoviert. Sie wurde mit der Goldmedaille ausgezeichnet und führte zu neuen Behandlungsformen der (noch heute gefürchteten) Pseudarthrosen. Mit Cordier gab er 1959 einen Atlas mit Transversalschnitten des Brustkorbs heraus. Die entsprechende Bildgebung wurde erst Jahrzehnte später mit der Computertomografie möglich.

Ab 1958 war er Chef de clinique der Klinik für Kinderchirurgie und Orthopädie. 1960 ging er für sechs Jahre zu Judet im Hôpital Raymond-Poincaré in Garches. Dort vertiefte sich sein Interesse an Verletzungen und Knochentumoren der Wirbelsäule. Als Associate Professor (1962–1970) widmete er sich besonders den diskoligamentären Schäden und den Frakturen der Halswirbelsäule. Aus der Not geboren war 1963 die erste Schraubeneinbringung in einen Wirbel. Bei seinen profunden Anatomiekenntnissen erkannte er die Bedeutung der Pedikel für die Spondylodese.
1970 wurde er Abteilungsleiter für Traumatologie und Orthopädie in Poissy. Von dort besuchte er 1973 die Neurochirurgen Ralph Bingham Cloward in Honolulu und Arthur R. Hodgson in Hongkong. 1976 kam er als Nachfolger von André Sicard an das Hôpital de la Pitié-Salpêtrière, das 1991 der Universität Pierre und Marie Curie angeschlossen wurde. Als er drei Jahre später mit 67 Jahren starb, hinterließ er seine Frau Chantal und seine Tochter Julie.

## Werke
- Coupes horizontales du tronc. Atlas anatomique et radiologique à l'usage des chirurgiens et des radiologistes. Masson 1959.
- mit Jean-Yves de la Caffinière und Gérard Saillant: Traumatismes du rachis cervical supérieur C1-C2. Masson 1973.
- Traitement des ostéites selon Papineau. Paris 1977.
- Chirurgie de l'arthrose rachidienne et du disque intervertébral ; grandes déformations rachidiennes acquises ; infections rachidiennes. Masson 1984.
- Rachis cervical supérieur. Masson 1986.
- mit Gérard Saillant: Rachis cervical inférieur. Masson 1988.
- Rachis dorsal et lombaire. Masson 1990.
- La Charnière lombo-sacrée. Masson 1992.
- mit Carroll A. Laurin und Lee H. Riley: Atlas of Orthopedic Surgery, 3 Bände. CRC press 1989. ISBN 978-0-8151-5344-3: Masson, Paris 1992.

## Auszeichnungen
- Ehrenmitglied der North American Spine Society